# Change (пісня Тейлор Свіфт)
«Change» — пісня жанру кантрі-поп/поп-рок, яка записана американською кантрі-співачкою Тейлор Свіфт й спродюсована Нейтаном Чапманом та Свіфт. Як промосингл пісня була випущена 8 серпня 2008 року через лейбл Big Machine Records. Пісня написана Свіфт із посиланнями на свої надії та прагнення щодо успіху, який вона зазнала після підписання контракту із невеликим музичним лейблом у Нашвіллі штату Теннессі. 
Композиція стала саундтреком американської команди на Літніх Олімпійських ігор 2008 року та увійшла до альбому AT&T Team USA Soundtrack, котрий вийшов 7 серпня 2008 року. Пізніше пісня увійшла до другого студійного альбому Свіфт Fearless, який вийшов у листопаді 2008 року.
Пісня отримала різні реакції від музичних критиків. 
Сингл дебютував на 10 місці американського чарту Billboard Hot 100, що стало першим синглом Свіфт, який потрапив у топ-10 цього чарту.
Композиція входить у список композицій, які виконувались під час турне Fearless Tour у 2009 році.

## Музичне відео
Музичне відео зрежисоване Шоном Роббінсом. Зйомки проходили в бальній залі Собору шотландської церемонії в місті Індіанаполіс штату Індіана. Альтернативна версія відеокліпу була складена із нарізок виступу Свіфт на сцені Літніх Олімпійських ігор 2008 року. Прем'єра обох версій відбулася в серпні 2008 року на NBC.com.
Станом на березень 2024 року музичне відео мало 50 мільйонів переглядів на відеохостингу YouTube.

## Список композицій
- Цифрове завантаження[5]

1. "Change" (альбомна версія) – 4:43

## Чарти
| Чарт (2008)                      | Місце |
| -------------------------------- | ----- |
| U.S. Billboard Hot 100           | 10    |
| U.S. Billboard Hot Country Songs | 57    |
| U.S. Billboard Pop 100           | 21    |

## Продажі
| Країна     | Сертифікація (таблиця продажів та сертифікатів) | Продажі  |
| ---------- | ----------------------------------------------- | -------- |
| США (RIAA) | Золото                                          | +500,000 |